# Arquivo Público do Estado do Rio de Janeiro
O Arquivo Público do Estado do Rio de Janeiro - APERJ, órgão integrante da estrutura da Secretaria de Estado da Casa Civil e Governança, do Governo do Estado do Rio de Janeiro, é responsável pela guarda e preservação da documentação produzida pelo Poder Executivo estadual e reúne importante acervo que vem desde o século XVIII até nossos dias. Conta com cerca de quatro mil metros lineares de documentos textuais, além de mapas, plantas, fotografias, filmes, fitas de áudio, fitas de vídeo e microfilmes.
A instituição dispõe de uma vasta biblioteca especializada nas áreas de legislação, história e arquivologia. O atendimento é realizado de segunda a sexta-feira, das 09:00 horas às 17:00 horas e o acesso aos documentos é franqueado a todo e qualquer cidadão ou pesquisador, que pode contar com um servidor para auxiliá-lo na leitura e identificação dos documentos. 
Os usuários têm a disposição instrumentos de pesquisa impressos e eletrônicos, bastando, para isso, preencher a ficha cadastral com os dados pessoais sendo, então, registrado como pesquisador do APERJ. Somente poderão entrar na Sala de Consulta, portando lápis preto, borracha e folhas soltas para anotações. O uso de computadores portáteis é permitido. O prédio conta com rampas, elevador e banheiros para pessoas portadoras de necessidades especiais.

## Histórico
Pelo Decreto nº 2.638, de 25 de agosto de 1931, foi criado o Arquivo Geral do Estado, subordinado à Diretoria do Interior e Justiça fluminense. Entre suas atribuições estavam as tarefas de receber, classificar, guardar e conservar os papéis e livros findos, pertencentes às Secretarias de Estado; organizar anualmente a coleção de Leis, Decretos e Deliberações para ser publicada em volumes; receber por recolhimento das diversas repartições do Estado todos os papéis, livros e documentos, à medida que deles não mais precisassem. Pelo Art. 2º do Decreto nº 3.004, de 16 de dezembro de 1933, o Arquivo Geral foi anexado à Biblioteca Pública do Estado do Rio de Janeiro, com as mesmas competências. Pelo Decreto nº 148, de 20 de março de 1936, foi transformado em Diretoria Geral do Arquivo Público e Biblioteca Universitária, ficando responsável pelos manuscritos administrativos e documentos oficiais do estado e de seus municípios.
Pelo Decreto nº 653, de 28 de dezembro de 1938, ocorreu a separação do Arquivo Público da Biblioteca Universitária. O Arquivo permaneceu vinculado à Secretaria do Interior e Justiça, ficando subordinado ao Departamento do Interior e Justiça, enquanto a Biblioteca passa a integrar a Secretaria de Educação e Saúde Pública. Esse Decreto ratifica as atribuições instituídas pelo Decreto nº 3.004, de 1933, ao Arquivo Público. A Lei nº 3.790, de 28 de novembro de 1958, criou a Secretaria de Administração Geral e, ao mesmo tempo, transferiu para este órgão recém criado o Arquivo Público. A sua principal competência passa a ser a conservação sistematizada dos documentos públicos estaduais e estava estruturado nas seções de Administração, de Referência e de Arquivo. 
Com a fusão dos estados da Guanabara e do Rio de Janeiro e com a reformulação da estrutura administrativa, o Arquivo ganhou a sua atual designação. Pelo Decreto nº 241, de 16 de julho de 1975, o Arquivo Público do Estado do Rio de Janeiro (APERJ), retornou à esfera da Justiça, que passou a ser denominada, Secretaria de Estado de Justiça.Como um Departamento da Secretaria de Estado de Justiça, o APERJ tinha como competências: administrar a guarda, conservação e utilização dos documentos de valor permanente do estado, cabendo-lhe, ainda, a orientação normativa no que se refere aos arquivos estaduais, para realização do recolhimento racional de documentos; analisar a documentação permanente, sob o ponto de vista operacional, jurídico e histórico; efetuar recolhimento e avaliação de documentos, para fins de retenção ou descarte; receber ou propor a aquisição de arquivos particulares. Este Decreto torna o APERJ responsável pela normatização e pela prestação de orientação técnica aos serviços de arquivos dos órgãos estaduais. 
O Decreto nº 427, de 24 de outubro de 1975, transferiu a Superintendência de Documentação da Secretaria de Administração para a Secretaria de Estado de Justiça, dando-lhe a denominação de Departamento Geral de Documentação (DGD), com as mesmas competências do Arquivo Público, ou seja, orientar, coordenar, controlar, supervisionar as atividades de documentação do Estado, além de estabelecer normas e fiscalizar sua aplicação. Essa situação conflitante permaneceu por 4 meses, quando a Resolução nº 21, de 21 de janeiro de 1976, determinou que ao Departamento Geral de Documentação caberia a normatização das atividades de documentação do Estado, a recuperação da informação dos atos oficiais, e ainda, divulgar a legislação estadual. Ao Arquivo Público caberia o recolhimento da documentação dos antigos estados e do novo estado resultante da fusão. O Decreto n º 2.030, de 11 de agosto de 1978, atribuiu ao DGD o papel de “órgão central do sistema de Documentação do Estado”, passando a controlar e orientar as atividades de gestão dos documentos produzidos pelo Estado e ao APERJ a função de recolhimento dos documentos de valor permanente. O Decreto nº 8.096, de 22 de maio de 1985, extinguiu o Departamento Geral de Documentação, passando as suas atribuições ao APERJ, que recebeu inclusive, o seu patrimônio, a biblioteca especializada em legislação e direito. Estava incluída, ainda, a responsabilidade de exercer o papel de órgão central do sistema de Documentação do Estado, aprovando as tabelas de temporalidade e mantendo sua participação nas comissões de avaliação de documentos.
Em 6 de março de 1997, o Decreto nº 22.989, ratificou o disposto no artigo 103 do Decreto nº 2.030, de 1978, que determinava o recolhimento ao APERJ da documentação de valor histórico, probatório e informativo produzida pela Administração Pública Estadual. No ano de 1999, o APERJ teve suprimidas suas responsabilidades de expedir atos normativos, de orientação técnica, bem como a aprovação das tabelas de temporalidade, com a publicação do Decreto nº 25.166, de 1º de janeiro e do Decreto nº 24.828, de 14 de dezembro, os quais conferiram à Secretaria de Administração e Reestruturação do Estado (SARE) o poder de atuar na gestão de documentos da Administração Pública Estadual, como órgão central do Sistema de Comunicações Administrativas e Documentação (SICAD). Posteriormente, com a publicação do Decreto nº 29.010, de 14 de agosto de 2001, a SARE editou e aprovou a Tabela de Temporalidade dos Documentos da Atividade-Meio do Poder Executivo fluminense, a ser aplicada nos órgãos da Administração Direta e Indireta.
Pelo Decreto nº 31.896, de 20 de setembro de 2002, a participação do Arquivo nas Comissões Permanentes de Avaliação de Documentos (CPAD) não é mais obrigatória, ficando a critério das Secretarias de Estado e dos demais órgãos subordinados ao Governador do Estado, a opção em escolher um representante de instituição arquivística pública para integrá-la. Por esse Decreto a aprovação das tabelas de temporalidade de documentos elaboradas pelos órgãos estaduais passa a ser uma competência exclusiva da Procuradoria Geral do Estado (PGE).
Durante o período compreendido entre 1975 e 2006, a Secretaria de Justiça passou por diversas denominações, tendo incorporado órgãos e funções de várias Secretarias: Secretaria de Estado de Justiça e Interior; Secretaria de Estado de Interior e Justiça; Secretaria de Estado de Justiça e Sistema Penitenciário; Secretaria de Estado de Justiça e Direitos Humanos e Secretaria de Estado de Justiça e de Defesa do Consumidor. O APERJ permaneceu, nesse período, no âmbito dessas Secretarias. Ainda, durante esse período, foi criado o Conselho Estadual de Arquivos (CONEARQ), por meio do Decreto nº 29.387, de 15 de outubro de 2001. Por esse ato, o Arquivo Público torna-se o responsável pela assessoria técnica e administrativa do Conselho e volta a desempenhar funções de gestão, organização, preservação e acesso aos documentos oriundos do Poder Executivo Estadual. 
Pelo Decreto nº 40.628, de 1º de março de 2007, passa a integrar a estrutura básica da Secretaria de Estado da Casa Civil, com os efeitos contados a partir de 1 de janeiro de 2007, mantendo suas competências e atribuições. Pelo Decreto Nº 42.002, de 21 de agosto de 2009, fica responsável por apresentar, proposta de revisão do Plano de Classificação e Tabela de Temporalidade para atividades-meio. Pela Lei nº 5562, de 20 de outubro de 2009, fica determinado que o APERJ tem como competência, a implementação da política estadual de arquivos, além da gestão, transferência, recolhimento, processamento técnico, preservação e divulgação dos documentos produzidos e recebidos pelo Poder Executivo Estadual, garantindo pleno acesso à informação, visando apoiar as decisões governamentais de caráter político-administrativo, o cidadão na defesa de seus direitos e incentivar a produção de conhecimento científico e cultural.

### Fechamento de prédio por negligência
Em 6 de janeiro de 2025, o diretor da APERJ, Victor Travancas, anunciou à imprensa o fechamento do prédio da instituição em Botafogo devido ao "risco iminente de desabamento e incêndio". Grande parte do acervo do arquivo é digitalizado, mas não está disponível on-line ou ao público; em vez disso, os arquivos ficam em discos rígidos dentro do prédio. Travancas identificou adicionalmente 26 funcionários fantasmas, constituindo cerca de 70% da força de trabalho da instituição, e relatou isso ao Ministério Público do Rio de Janeiro.
Dois dias depois, em 8 de janeiro, o governador do Rio de Janeiro, Cláudio Castro, demitiu Travancas e a maioria dos funcionários do arquivo sem aviso prévio, e ordenou que ele fosse reaberto. No mesmo dia, Travancas convidou a imprensa a visitar o prédio para relatar as condições "críticas" em que se encontrava. Durante a visita, três carros de polícia apareceram. O governo de Castro disse mais tarde aos repórteres que o prédio estava em condições de funcionar e que seu fechamento foi uma decisão unilateral do ex-diretor, embora tenha negado pedidos de outros veículos de imprensa para visitar e inspecionar o prédio.

## Acervo
O acervo é formado por documentos de diversos gêneros e suportes, como textuais, audiovisuais, cartográficos, bibliográficos, eletrônicos, micrográficos, além de objetos, relevantes para o estudo da história e da sociedade fluminense, a partir da segunda metade do século XVIII. Esses documentos são originários de órgãos do poder Executivo do Estado do Rio de Janeiro e de arquivos privados e possibilitam a pesquisa sobre diversos temas, como agricultura, anistia, campanhas políticas, comunismo, crime/contravenção, educação, escravidão, espionagem, índios, indústria e comércio, integralismo, militares, movimentos sociais, obras públicas, polícias, saúde, terra, transporte e tributos.
Os documentos mais procurados para a pesquisa são os produzidos pelas Polícias Políticas do Rio de Janeiro (POL), Delegacia Especial de Segurança Política e Social (DESPS), Departamento Autônomo de Ordem Política e Social do Estado do Rio de Janeiro (DAOPS-RJ), Departamento de Ordem Política e Social do Estado da Guanabara (DOPS-GB), Divisão de Polícia Política e Social (DPPS), além de Presidência da Província do Rio de Janeiro, Presidência do Estado do Rio de Janeiro, Departamento de Educação, Casa de Detenção do Rio de Janeiro, Conselho Ultramarino – Brasil/Capitania do Rio de Janeiro, Movimento Feminino pela Anistia e Liberdades Democráticas (MFALD), Secretaria de Governo do Estado do Rio de Janeiro. O APERJ possui, ainda, arquivos pessoais, considerados de interesse coletivo, como é o caso das coleções Ângela Borba, Daniel Aarão Reis Filho, Jair Ferreira de Sá, Jean Marc von der Weid, Silas Ayres de Mattos, Robespierre Martins Teixeira e Vera Silvia de Magalhães.

## Endereços e sedes
Desde sua criação, em 1931, este órgão passou por diversos endereços. Inicialmente, sua sede localizava-se em Niterói, então capital do estado, à Rua Doutor Celestino nº 1, dividindo o mesmo prédio com a Biblioteca Pública do Estado. A partir de 1985, a Direção e os setores de pesquisa e acesso à legislação foram concentrados na cidade do Rio de Janeiro, nas instalações do extinto Departamento Geral de Documentação. As seções responsáveis pelo processamento técnico e consulta ao acervo arquivístico foram mantidas em Niterói. 
Em 1989 o Arquivo cedeu suas instalações próprias para a Biblioteca Estadual de Niterói, e parte de um andar do prédio da Avenida Erasmo Braga, na cidade do Rio de Janeiro para a Secretaria de Administração, instalando-se no prédio pertencente ao Tribunal de Contas do Estado, na Rua Jansen de Melo, em Niterói, reunindo todas as atividades da instituição e permanecendo neste endereço até o ano de 1995. Naquele ano foi transferido para um edifício de propriedade da Companhia Estadual de Águas e Esgoto (CEDAE), na Rua do Riachuelo, Centro da cidade do Rio de Janeiro. Em 1998, o APERJ foi transferido e instalado em um prédio na Praia de Botafogo, nº 480, Rio de Janeiro, onde permanece até hoje.